# Cínovecká hornatina
Cínovecká hornatina je geomorfologický okrsek ve východní části Krušných hor v okrese Teplice. Rozloha okrsku je 68,02 km².

## Poloha a sídla
Okrsek se nachází ve východní části Krušných hor. Severní hranice je uměle stanovena státní hranicí s Německem a jediným sídlem v této části je Cínovec. Na východní straně se stáčí k jihu údolím potoka Mohelnice (Weiße Müglitz), překoná rozvodí a pokračuje k jihu údolím Unčínského potoka. Na úpatí hor tvoří hranici okrsku linie sídel Unčín, Krupka, Dubí, Střelná a Hrob, u kterého se obrací údolím Bouřlivce k Mikulovu a podél Divoké Bystřice zpět ke státní hranici.

## Geologie
Dominantními horninami v oblasti jsou ryolitový až trachytový ignimbrit a prvohorní ortoruly.

## Geomorfologie
Okrske je tvořen úzkým pásem rozvodních náhorních rovin, které jsou zbytky holoroviny, a příkrým jihovýchodním svahem rozčleněným hlubokými údolími vodních toků.

### Významné vrcholy
Nejvyšším vrcholem Cínovecké hornatiny je Pramenáč (910 m n. m.) severovýchodně od Mikulova. Další významné vrcholy jsou
- Cínovecký hřbet (881 m),
- Klínovčík (836 m),
- Komáří hůrka (807 m),
- Medvědí vrch (555 m).

## Ochrana přírody
Jediným maloplošným zvláště chráněným územím v Cínovecké hornatině je přírodní rezervace Rašeliniště U jezera – Cínovecké rašeliniště rozdělená do dvou oddělených lokalit. Do severovýchodní části okrsku zasahuje přírodní park Východní Krušné hory.